# Rudra (sastav)
Rudra je singapurski glazbeni sastav koji svira death metal s utjecajima black metala.  Tekstovi njihovih pjesama su iz vedske literature i filozofije na sanskrtu te zbog toga svoju glazbu nazivaju "vedski metal".

## Povijest sastava
Sastav je osnovan 1992. godine pod imenom Rudhra, prema bogu oluje i lova. Debitantski studijski album objavili su 1998. godine, a međunarodni uspjeh postigli su četvrtim, Brahmavidya: Primordial I iz 2005. godine na kojem je primjetan veći utjecaj black metala nego na prethodnim albumima, kompleksnije bas melodije, te brže bubnjanje s većim naglaskom na blast beatovima. U sklopu promocije albuma su prvi put krenuli na turneju po SAD-u. Idući studijski album Brahmavidya: Transcendental I objavili su 2009. godine, kao drugo poglavlje Brahmavidya trilogije, te potom Brahmavidya: Immortal I u ožujku 2011. godine. Najnoviji studijski album RTA objavili su u listopadu 2013. godine. Zanimljivo je da su jedan od rijetkih ekstremnih metal sastava koji su nastupili kao glavni izvođači na nekom ne-metal festivalu, naime u kolovozu 2010. godine nastupili su na Baybeatsu, singapurškom festivalu alternativne glazbe. 

## Članovi sastava
Sadašnja postava
- Kathir - vokal, bas-gitara (1992.-)
- Shiva - bubnjevi (1992.-)
- Vinod - gitara (2009.-)
- Simon - gitara (2013.-)

Bivši članovi
- Bala - gitara (1992. – 2000.)
- Selvam - gitara (1992. – 1996., 2000. – 2009.)
- Alvin - gitara (1996. – 2000.)
- Kannan - gitara (2000. – 2007.)
- Devan - gitara (2009. – 2011.)
- Subash - gitara (2011. – 2013.)

## Diskografija
Studijski albumi
- Rudra (1998.)
- The Aryan Crusade (2001.)
- Kurukshetra (2003.)
- Brahmavidya: Primordial I (2005.)
- Brahmavidya: Transcendental I (2009.)
- Brahmavidya: Immortal I (2011.)
- Ṛta (2013.)
- Enemy of Duality (2016.)

## Vanjske poveznice
- Službena stranica  Arhivirana inačica izvorne stranice od 16. srpnja 2011. (Wayback Machine)